# Socialistische Partij van Letland
De Socialistische Partij van Letland (Lets: Latvijas Sociālistiskā partija, LSP, Russisch: Социалистическая партия Латвии) is een politieke partij in Letland. De partij werd opgericht in 1994 als opvolger van de in 1991 verboden Letse Communistische Partij.
De LSP is populair onder de Russischsprekende bevolking van Letland. Ze geeft hoge prioriteit aan onderwerpen die belangrijk zijn voor etnische Russen, zoals taal- en burgerschapswetgeving. De partij vindt ook dat de Letse staatsburgerschap moet worden toegekend aan alle burgers van de Sovjet-Unie die in 1990 in Letland woonden. Dit zou leiden tot een belangrijke verandering in de huidige wet die alleen automatisch burgerschap geeft aan nakomelingen van mensen die burger waren van de Republiek Letland voordat deze in 1940 werd bezet door de Sovjet-Unie.